# Holabird and Root
Holabird and Roche, devenu Holabird and Root, est un cabinet d'architectes américain fondé en 1880 à Chicago aux États-Unis.
Le cabinet, initialement fondé par William Holabird et Ossian Simonds en 1880, se nomme d'abord « Holabird and Simonds » avant de prendre le nom de « Holabird and Roche » en 1883.
La société prend de l'importance sous la direction de William Holabird et Martin Roche, qui ont d'abord travaillé pour William Le Baron Jenney avant de fonder leur propre firme. Holabird and Roche devient connu à la fin du XIXe siècle notamment pour ses gratte-ciel dans le style de l'école de Chicago et pour ses hôtels à la décoration fastueuse, comme le Palmer House de Chicago.
En 1927, après la mort des deux fondateurs, le cabinet prend le nom de « Holabird and Root » à la suite d'un partenariat entre John Augur Holabird (fils de Willam Holabird) et John Wellborn Root, Jr. (fils de John Wellborn Root).
Au fil des années le style architectural du cabinet a évolué, passant de l'école de Chicago, à l'Art déco puis à l'écoconstruction.

## Quelques réalisations

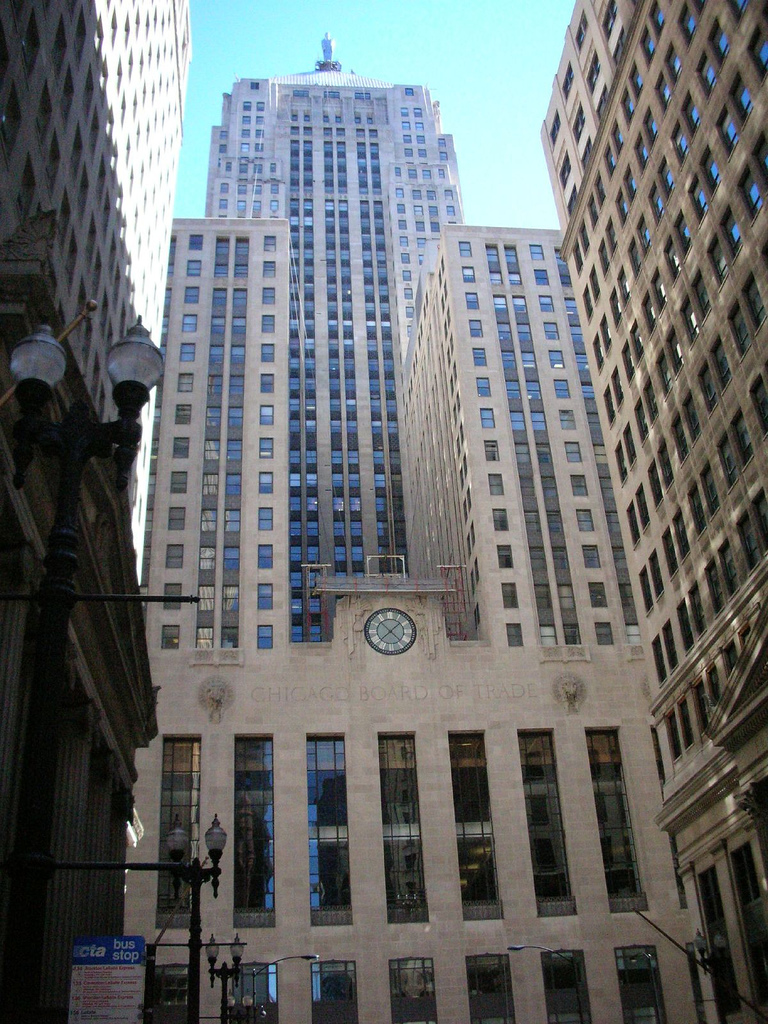
Le Chicago Board of Trade Building.

- Monadnock Building, Chicago, 1891-1893 (côté sud du bâtiment))
- Chicago Savings Bank Building, Chicago, 1905
- Hôtel de ville de Chicago (Chicago City Hall), Chicago, 1911
- Chicago Temple Building, Chicago, 1924
- Roanoke Building, Chicago, 1925
- Hilton Chicago, Chicago, 1927
- 333 North Michigan, Chicago, 1928
- Palmolive Building, Chicago, 1929
- Chicago Board of Trade Building, Chicago, 1930
- LaSalle-Wacker Building, Chicago, 1930

## Sources
- (en) Cet article est partiellement ou en totalité issu de l’article de Wikipédia en anglais intitulé « Holabird & Roche » (voir la liste des auteurs).
- (en) Page sur Holabird and Root dans l'encyclopedia of Chicago (lien visité le 27 février 2007).